# Пречисто-Каменское сельское поселение
Пречисто-Ка́менское се́льское поселе́ние — упразднённое муниципальное образование в составе Кувшиновского района Тверской области России.
Административный центр — село Пречисто-Каменка.
Образовано в 2005 году, включило в себя территорию Пречисто-Каменского сельского округа.
Законом Тверской области от 17 декабря 2015 года № 119-ЗО, были преобразованы, путём их объединения, Прямухинское, Борковское, Заовражское и Пречисто-Каменское сельские поселения — в Прямухинское сельское поселение

## Географические данные
- Общая площадь: 64,3 км²
- Нахождение: восточная часть Кувшиновского района.
  - Граничит:
    - на севере — с Большекузнечковским СП,
    - на северо-востоке — с Торжокским районом, Рудниковское СП,
    - на юго-востоке — с Торжокским районом, Масловское СП,
    - на юге — с Борковским СП,
    - на западе — с Тысяцким СП.

Главная река — Каменка, приток Осуги (Осуга — по границе с Торжокским районом).

По территории поселения проходит железная дорога «Торжок—Кувшиново—Соблаго».

## Экономика
Основное сельхозпредприятие — колхоз им. Калинина.

## Население
По переписи 2002 года — 406 человек, на 01.01.2008 — 390 человек.

## Населённые пункты
В состав поселения входили следующие населённые пункты:
| №  | Тип нп  | Название         | Население (2008 год) |
| -- | ------- | ---------------- | -------------------- |
| 1  | село    | Пречисто-Каменка | 225                  |
| 2  | дер.    | Абабково         | 23                   |
| 3  | дер.    | Астратово        | 52                   |
| 4  | ж-д.ст. | Бакунино         | 0                    |
| 5  | дер.    | Вороново         | 6                    |
| 6  | дер.    | Горицы           | 2                    |
| 7  | дер.    | Железово         | 31                   |
| 8  | дер.    | Катушкино        | 30                   |
| 9  | дер.    | Медвежье         | 3                    |
| 10 | дер.    | Мошник           | 5                    |
| 11 | дер.    | Сырково          | 11                   |
| 12 | дер.    | Тресково         | 2                    |
| 13 | дер.    | Ховань           | 0                    |

### Бывшие населённые пункты
На территории поселения исчезли деревни Левково и Нащёкино, а также хутора Восход, Брысино, Воля и другие.

## История
В XI—XIV вв. территория поселения относилась к Новгородской земле и составляла часть «городовой волости» города Торжка.
В XV веке присоединена к Великому княжеству Московскому.
- После реформ Петра I территория поселения входила:[3]
  - в 1708—1727 гг. в Санкт-Петербургскую (Ингерманляндскую 1708—1710 гг.) губернию, Тверскую провинцию,
  - в 1727—1775 гг. в Новгородскую губернию, Тверскую провинцию,
  - в 1775—1796 гг. в Тверское наместничество, Новоторжский уезд,
  - в 1796—1929 гг. в Тверскую губернию, Новоторжский уезд,
  - в 1929—1935 гг. в Западную область, Каменский район,
  - в 1935—1963 гг. в Калининскую область, Каменский район,
  - в 1963—1965 гг. в Калининскую область, Торжокский район,
  - в 1965—1990 гг. в Калининскую область, Кувшиновский район,
  - с 1990 в Тверскую область, Кувшиновский район.